# Federico da Ratisbona
Federico da Ratisbona (Ratisbona, ... – Ratisbona, 30 novembre 1329) è stato un religioso tedesco dell'Ordine di Sant'Agostino.
Il suo culto come beato è stato confermato da papa Pio X nel 1909.

## Biografia
Di famiglia povera, abbracciò la vita religiosa come frate laico tra gli eremitani del convento agostiniano di Ratisbona: in convento si dedicò ai lavori più umili e faticosi (carpenteria, raccolta della legna), ma si distinse anche per lo spirito di pietà. Ancora in vita, ebbe fama di santità e di possedere il dono dei miracoli e della profezia.

## Il culto
Papa Pio X, con decreto del 12 maggio 1909, ne confermò il culto con il titolo di beato.
Il suo elogio si legge nel martirologio romano al 30 novembre.